# Joan Haslip
Joan Haslip, née à Londres le 27 février 1912 et morte à Bellosguardo en Italie, le 19 juin 1994, est une journaliste et auteure britannique de livres historiques et de biographies, traitant souvent de la royauté européenne.

## Biographie
Joan Haslip est née en 1912 à Londres, où elle effectue ses études avant d'étudier à Paris et à Florence. Son premier livre, Out of Focus, paraît en 1931 ; parmi ses autres publications notables figurent des biographies de Lady Hester Stanhope (1934) et Charles Stewart Parnell (1937). En outre, elle est journaliste régulière pour le London Mercury, le Daily Mail, Evening News et The Illustrated London News.
Elle a également travaillé pour la section italienne de la BBC de 1941 à 1944. Ses livres sont généralement considérés comme exacts et assez complets, bien que parfois en proie à des « interprétations dépassées ». Joan Haslip était membre de la Royal Society of Literature.
Joan Haslip est morte le 19 juin 1994 à Bellosguardo, province de Salerne, en Italie.